# Stier (Sternbild)
Der Stier (lateinisch Taurus; astronomisches Zeichen ♉) ist ein Sternbild des nördlichen Winterhimmels. Es liegt beidseits der Ekliptik; die Sonne durchwandert es Ende Mai und Anfang Juni. Das Tierkreiszeichen Stier geht auf dieses Sternbild zurück, hat sich aber seit der Antike wegen der Präzession um etwa 30° verschoben. 

## Beschreibung

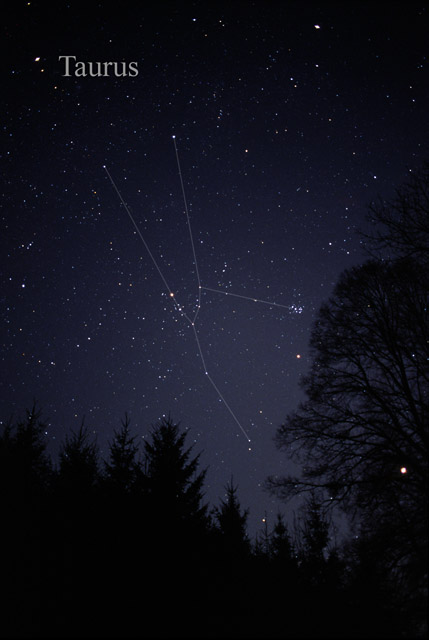
Das Sternbild Stier, wie es mit dem bloßen Auge gesehen werden kann

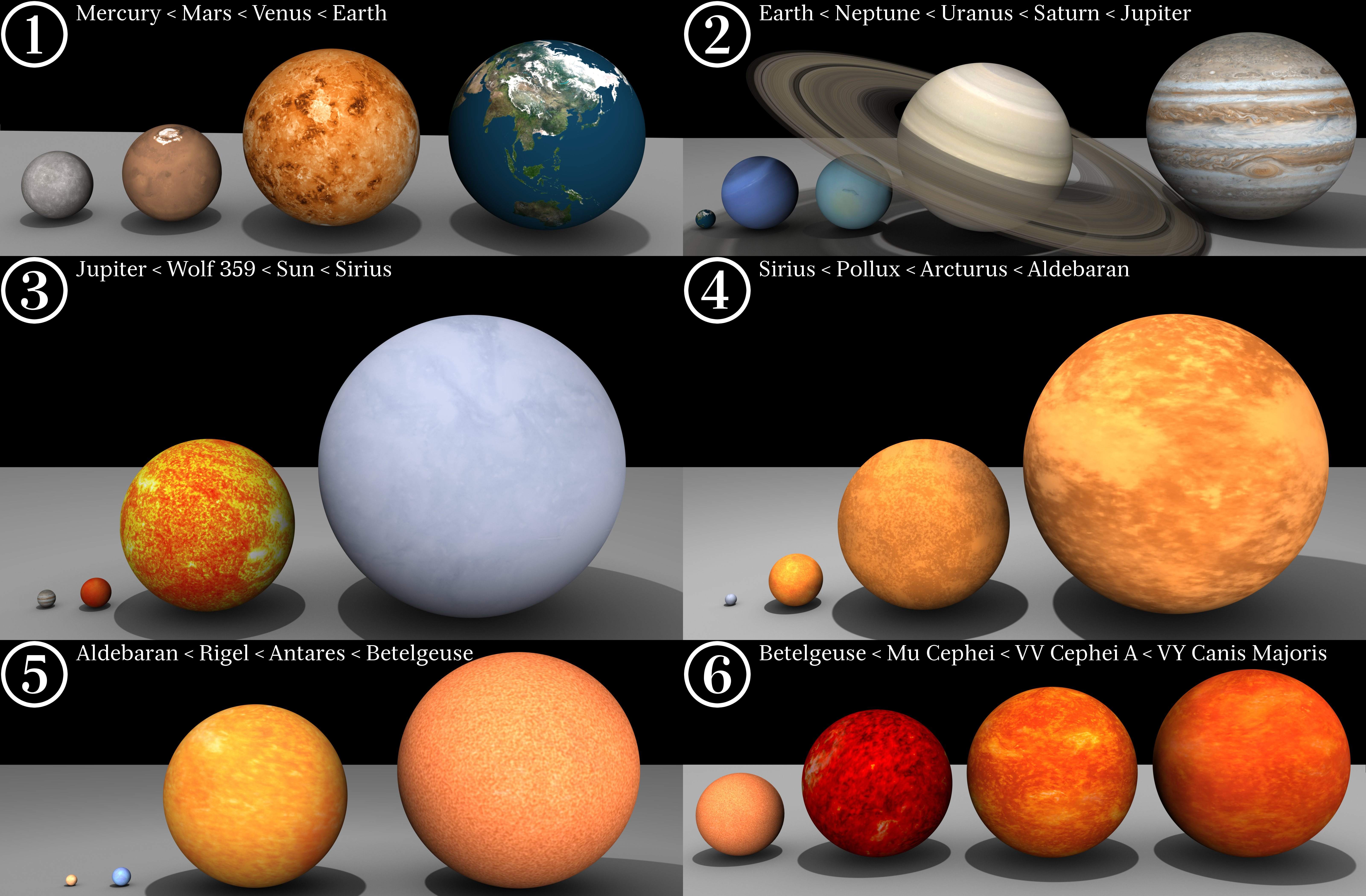
Aldebaran (Bilder 4 und 5) im Größenvergleich zu anderen Himmelskörpern

Der Stier ist abends von November bis April sichtbar, morgens von August bis Dezember. Er steht am Himmel nördlich des auffälligen Orion, der ihn der Mythologie nach bezwungen hat. Der Stier grenzt im Süden an das Sternbild Fluss Eridanus, im Südwesten an das Sternbild Walfisch, auf der Ekliptik nach Westen an das Sternbild Widder, im Norden an das Sternbild Perseus, im Nordosten an das Sternbild Fuhrmann und auf der Ekliptik nach Osten an das Sternbild Zwillinge.
Den Kopf des Stiers bildet der V-förmige offene Sternhaufen der Hyaden, des „Regengestirns“. Der auffällig rötliche Stern Aldebaran, der nicht zum Sternhaufen der Hyaden gehört, stellt das dem Orion zugewandte Auge dar. In einigem Abstand östlich der Hyaden stehen die Sterne β Tauri (Elnath, arabisch, „das Horn“) und ζ Tauri (Tien Kuan, chinesisch, „der himmlische Gebirgspass“), welche die Hörnerspitzen darstellen. Eine Handbreit nordwestlich der Hyaden steht der offene Sternhaufen der Plejaden – auch Siebengestirn genannt. Der Körper des Stiers in der südlichen Hälfte des Sternbilds ist hingegen unauffällig.
Durch das Sternbild zieht sich die Ekliptik, daher wandern die Sonne, der Mond und die Planeten hindurch. Der Stier gehört damit zu den Tierkreiszeichen. Der Mond kann bisweilen den Hauptstern Aldebaran und Sterne der Plejaden bedecken. Aufgrund der Präzessionsbewegung der Erdachse hat sich der Zeitpunkt des Sonnendurchgangs gegenüber der Antike verschoben. In der Jungsteinzeit befand sich der Frühlingspunkt noch mitten im Sternbild Stier und ist mittlerweile retrograd über das Sternbild Widder (deswegen wurde der Frühlingspunkt auch Widderpunkt genannt) bis ins Sternbild Fische gewandert. Die Sonne hält sich derzeit vom 14. Mai bis zum 21. Juni im Stier auf. Seit 1990 steht die Sonne während der Sommersonnenwende im Sternbild Stier, vorher stand sie zu diesem Zeitpunkt in den Zwillingen. In der Antike befand sich der Sommerpunkt im Sternbild Krebs, daher die noch heute geläufige Bezeichnung „Wendekreis des Krebses“ für den Nördlichen Wendekreis.

## Geschichte
Der Stier gehört zu den ältesten Sternbildern und war bereits den früheren Hochkulturen bekannt. Erste Erwähnung findet ein Sternbild Stier (Taurus oder Centaurus) im dritten Jahrtausend vor Christus bei den Sumerern, wo ein mythologischer Himmelsstier auch im Gilgamesch-Epos vorkommt.
Das Sternbild Stier ist eines der 48 klassischen Sternbilder, die im astronomischen Werk des Ptolemäus beschrieben wurden. Der Stierkopf wird vom hellen, dreieckigen Sternhaufen der Hyaden gebildet, von dem zwei lange Hörner in Richtung des Sternbilds Orion ausgehen. In Mesopotamien wurde Orion jedoch mit dem sagenhaften König Gilgamesch assoziiert, der den Himmelsstier im Kampf bezwang.
Die Hyaden tragen auch den Namen Regengestirn, da ihr abendlicher Aufgang im Herbst eine regenreiche Jahreszeit ankündigte. Im frühen Griechenland galten die Hyaden als eigenes Sternbild. Zusammen mit den Plejaden bilden sie das sogenannte Goldene Tor der Ekliptik.
Im Jahre 1054 leuchtete im Stier eine Supernova auf, das Ereignis wurde von chinesischen Astronomen aufgezeichnet. Der Überrest der Sternexplosion ist heute als Krebsnebel sichtbar. Der französische Astronom und Kometenjäger Charles Messier nahm diese schwach leuchtende Wolke als erstes Objekt M1 in seinen späteren Nebelkatalog auf, weil er sie anfänglich für einen noch fernen Kometen hielt.

## Mythologie

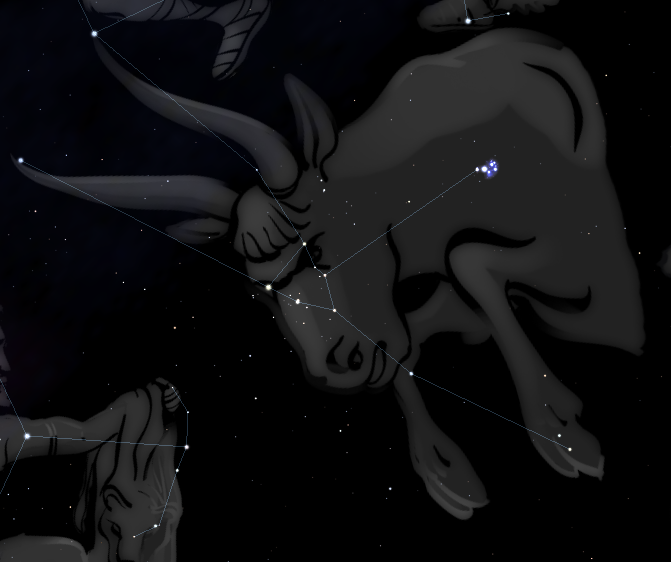
Künstlerische Gestaltung des Sternbildes

Zum Sternbild Stier existieren zwei Ursprungsmythologien:
Bei den Sumerern erhielt das Sternbild den Namen Himmelsstier / Stier des Himmels (Gu4-an-na/Gud anna), gegen den der sagenhafte König Gilgamesch (um 2700 v. Chr.) kämpfen musste. Von den Forschern wird er auch mit „Taurus“, dem Widersacher des Jägers Orion, in Verbindung gebracht. Einige Historiker verweisen aber auf das zweite Stier-Sternbild Centaurus und nehmen deshalb keine eindeutige Zuweisung vor.
Der griechischen Mythologie nach nahm Zeus die Gestalt eines Stieres an, um sich der schönen Europa zu nähern und sie auf seinem Rücken über das Meer nach Kreta zu entführen. Er wird deshalb kretischer Stier genannt.

Anderen Quellen nach verwandelte sich Zeus nicht, sondern sandte einen Stier aus, um Europa nach Kreta zu bringen. Dort verliebte sich der Stier später in die Königin Pasiphae. Aus dieser Verbindung ging das Ungeheuer Minotaurus hervor. Der Meeresgott Poseidon bestrafte den Stier für den Frevel und er musste von nun an feuerspeiend auf der Insel herumlaufen. Herakles fing den Stier ein und brachte ihn nach Griechenland, wo er jedoch das Festland verwüstete. Schließlich wurde er bei Marathon vom Helden Theseus getötet.
Die Hyaden waren nach der griechischen Mythologie Töchter des Titanen Atlas. Da sie nicht aufhören konnten, den Tod ihres Bruders zu beweinen, wurden sie an den Himmel verbannt.
Die Plejaden stellen Atlas, seine Gemahlin Pleione und weitere seiner schönen Töchter dar. Um Pleione und ihre Töchter vor den Nachstellungen des Orion zu schützen, versetzte Zeus sie an den Himmel. Dort läuft Orion immer noch Nacht für Nacht hinter ihnen her, ohne sie je einzuholen.

## Himmelsobjekte

### Sterne
| B   | F   | Namen o. andere Bezeichnungen               | m    | Lj   | Spektralklasse |
| --- | --- | ------------------------------------------- | ---- | ---- | -------------- |
| α   | 87  | Aldebaran, Aldabaran, Cor Tauri, Parilicium | 0,87 | 66   | K5 III         |
| β   | 112 | Elnath, Nath                                | 1,65 | 134  | B7 III         |
| η   | 25  | Alkione, Alcyone                            | 2,87 | 410  | B5 IIIe        |
| ζ   | 123 | Tien Kuan                                   | 3,03 | 400  | B2 IIIpe       |
| θ2  | 78  | Theta2 Tauri                                | 3,40 | 157  | A7 III         |
| λ   | 35  | Lambda Tauri                                | 3,41 | 400  | B3 V + A IV    |
| ε   | 74  | Ain                                         | 3,53 | 146  | K0 III         |
| ο   | 1   |                                             | 3,61 | 212  | G8 III         |
| 400 | 27  | Atlas                                       | 3,62 | 387  | B8 III + B8 V  |
| γ   | 54  | Hyadum I                                    | 3,65 | 144  | G8 III         |
| 400 | 17  | Elektra, Electra                            | 3,70 | 375  | B6 IIIe        |
| ξ   | 2   |                                             | 3,73 | 222  | B9 Vn          |
| δ1  | 61  | Secunda Hyadum                              | 3,76 | 171  | K0 III         |
| θ1  | 77  | Theta1 Tauri                                | 3,84 | 154  | K0 IIIb        |
| 400 | 20  | Maia, Maja                                  | 3,87 | 360  | B8 III         |
| ν   | 38  |                                             | 3,91 | 129  | A1 V           |
| 400 | 5   |                                             | 4,14 | 360  | K0 II-III      |
| 400 | 23  | Merope                                      | 4,18 | 380  | B6 IVe         |
| κ1  | 65  |                                             | 4,21 | 153  | A7 IV-V        |
| 400 | 88  |                                             | 4,25 | 150  | A5m            |
| 400 | 9   |                                             | 4,27 | 150  | A6 V           |
| τ   | 94  |                                             | 4,27 | 401  | B3 V           |
| μ   | 49  |                                             | 4,27 | 435  | B3 IV          |
| υ   | 69  |                                             | 4,28 | 155  | A8 Vn          |
| 400 | 10  | 10 Tauri                                    | 4,28 | 45,5 | F9 IV-V        |
| δ3  | 68  |                                             | 4,30 | 148  | A2 IV          |
| 400 | 19  | Taygeta, Tayeta                             | 4,30 | 364  | B6 IV          |
| 400 | 119 | 119 Tauri, Rubinstern, CE Tauri             | 4,37 | 1800 | M2 Ia-Ib       |
| 400 | 37  |                                             | 4,36 | 181  | K0 III         |
| 400 | 71  | V777                                        | 4,48 | 156  | F0V            |
| 400 | 136 |                                             | 4,56 | 438  | A0 V           |
| ι   | 102 |                                             | 4,62 | 163  | A7 V           |
| ρ   | 86  |                                             | 4,65 | 153  | A8 V           |
| σ2  | 92  |                                             | 4,67 | 159  | A5 Vn          |
| π   | 73  |                                             | 4,69 | 455  | G8 III         |
| 400 |     | HR 1427                                     | 4,78 | 145  | A6 IV          |
| δ2  | 64  |                                             | 4,80 | 146  | A7 V           |
| 400 | 139 |                                             | 4,81 | 2100 | B1 Ib          |
| 400 | 47  |                                             | 4,84 | 372  | G5 III         |
| 400 | 126 |                                             | 4,84 | 748  | B3 IV          |
| 400 | 132 |                                             | 4,88 | 522  | G8 IIIvar      |
| 400 | 114 |                                             | 4,88 | 696  | B2.5 IV        |
| 400 | 134 |                                             | 4,89 | 272  | B9 IV          |
| 400 | 104 |                                             | 4,91 | 52   | G4 V           |
| ω2  | 50  |                                             | 4,93 | 94   | A3m            |
| 400 | 109 |                                             | 4,96 | 206  | G8 III         |
| 400 | 75  |                                             | 4,96 | 194  | K2 IIIvar      |
| φ   | 52  |                                             | 4,97 | 342  | K1 III         |
| 400 | 111 |                                             | 5,00 | 48   | F8 V SB        |
| 400 | 79  |                                             | 5,02 | 160  | A7 V           |
| 400 | 30  |                                             | 5,08 | 565  | B3 V           |
| σ1  | 91  |                                             | 5,08 | 152  | A4m            |
| 400 | 97  | V480                                        | 5,08 | 189  | A7 IV-V        |
| 400 | 66  |                                             | 5,10 | 396  | A3 V           |
| 400 |     | PPM119132                                   | 5,12 | 417  | A0             |
| 400 | 4   |                                             | 5,14 | 417  | A0 Vn          |
| 400 | 125 |                                             | 5,18 | 496  | B3 IV          |
| 400 |     | GS                                          | 5,18 | 494  | B0p Si         |
| ψ   | 42  |                                             | 5,21 | 90   | F1 V           |
| 400 |     | HR 1315                                     | 5,22 | 474  | B9 Vn          |
| 400 |     | HR 1188                                     | 5,24 | 192  | A2 V           |
| 400 |     | V696                                        | 5,26 | 154  | F0 V           |
| κ2  | 67  | 400                                         | 5,27 | 144  | A7 V           |
| 400 | 133 |                                             | 5,28 | 800  | B2 IV-V        |
| 400 | 106 |                                             | 5,28 | 174  | A5 V           |
| 400 | 46  |                                             | 5,29 | 121  | F3V            |
| 400 | 40  |                                             | 5,32 | 1050 | B3 V           |
| 400 | 29  |                                             | 5,34 | 589  | B3 V           |
| 400 |     | V724                                        | 5,34 | 316  | A0p Si         |
| 400 |     | HR 1257                                     | 5,36 | 113  | F6 IV          |
| 400 | 121 |                                             | 5,37 | 600  | B2.5 IV        |
| χ   | 59  |                                             | 5,38 | 268  | B9 V           |
| 400 |     | HR 1480                                     | 5,38 | 168  | A5m            |
| 400 |     | IM                                          | 5,39 | 195  | F2 IV-V        |
| 400 | 83  |                                             | 5,40 | 149  | F0 V           |
| 400 | 115 |                                             | 5,40 | 668  | B5 V           |
| 400 |     | HR 1172                                     | 5,44 | 338  | B8 V           |
| 400 | 16  | Celaeno                                     | 5,46 | 434  | B7 IV          |
| 400 |     | HR 1254                                     | 5,45 | 117  | F2 V           |
| 400 | 93  |                                             | 5,45 | 345  | B8 IV          |
| 400 | 36  |                                             | 5,46 | 954  | G0 III         |
| 400 | 118 |                                             | 5,47 | 434  | B9 Vn          |
| 400 | 81  |                                             | 5,47 | 145  | Am             |
| 400 | 130 |                                             | 5,47 | 1270 | F0 III         |
| 400 |     | HR 1847                                     | 5,50 | 1120 | B7 III         |
| 400 | 53  |                                             | 5,50 | 267  | B9 IV          |
| 400 | 103 |                                             | 5,50 | 3230 | B2 V           |
| 400 | 21  | Asterope / Sterope                          | 5,76 | 431  | B8 V           |

Der hellste Stern im Stier ist der rötliche Aldebaran. Es handelt sich um einen 65 Lichtjahre entfernten Roten Riesen mit dem 40-fachen Durchmesser und der 125-fachen Leuchtkraft unserer Sonne. Aldebaran liegt in unmittelbarer Nähe der Ekliptik, daher wird er regelmäßig vom Mond und seltener von den Planeten bedeckt. Er gehört nicht zu den Hyaden, obwohl er von der Erde aus gesehen mitten in dem Sternhaufen steht.
Der Name Aldebaran leitet sich aus dem Altarabischen ab und bedeutet „der Nachfolgende“ (der Plejaden).

### Doppelsterne
| System | m           | Abstand |
| ------ | ----------- | ------- |
| θ      | 3,40 / 3,84 | 337"    |
| σ      | 4,8 / 5,1   | 429"    |
| τ      | 4,3 / 7,2   | 63"     |
| φ      | 5,1 / 8,7   | 52,1"   |
| δ³     | 4,3 / 7,6   | 1,6"    |
| 47     | 4,9 / 3,7   | 1,2"    |
| 88     | 4,3 / 7,8   | 70"     |
| 118    | 5,8 / 6,6   | 4,8"    |

Die Doppelsternsysteme θ und σ Tauri können aufgrund ihres weiten Winkelabstandes von 337 bzw. 429 Bogensekunden bereits mit bloßem Auge beobachtet werden. Die Systeme sind etwa 150 Lichtjahre entfernt und gehören zum Sternhaufen der Hyaden.

### Veränderliche Sterne
| Stern        | m             | Periode        | Typ                                                |
| ------------ | ------------- | -------------- | -------------------------------------------------- |
| ζ Tauri      | 2,80 bis 3,17 | 132,97 Tage    | Bedeckungsveränderlicher Stern + Be-Stern          |
| θ2 Tauri     | 3,35 bis 3,42 | 108,92 Minuten | Bedeckungsveränderlicher Stern + Delta-Scuti-Stern |
| λ Tauri      | 3,37 bis 3,91 | 3,95 Tage      | Algolstern                                         |
| γ Tauri      | 3,6 bis 3,67  |                |                                                    |
| 119 Tauri    | 4,23 bis 4,54 | 165 Tage       | halbregelmäßig Veränderlicher (μ Cep)              |
| 28 (Pleione) | 4,83 bis 5,38 | 12630 Tage     | Be-Stern + Lambda-Eridani-Stern                    |
| HD 283750    | 8,02 bis 8,4  | 1,79 Tage      | BY-Draconis-Stern                                  |
| T Tauri      | 9,3 bis 13,5  | 2,81 Tage      | T-Tauri-Stern                                      |

### Messier- und NGC-Objekte
| NGC  | m           | Typ                  | Name            |
| ---- | ----------- | -------------------- | --------------- |
| 1952 | 9           | Gasnebel             | Krebsnebel, M 1 |
|      | 2,8 bis 8,5 | Offener Sternhaufen  | Plejaden, M 45  |
|      | 3,4         | Offener Sternhaufen  | Hyaden          |
| 1514 | 10,9        | Planetarischer Nebel |                 |
| 1647 | 6,5         | Offener Sternhaufen  |                 |
| 1746 | 6,1         | Offener Sternhaufen  |                 |
| 1807 | 7,0         | Asterismus           |                 |
| 1817 | 7,7         | Offener Sternhaufen  |                 |

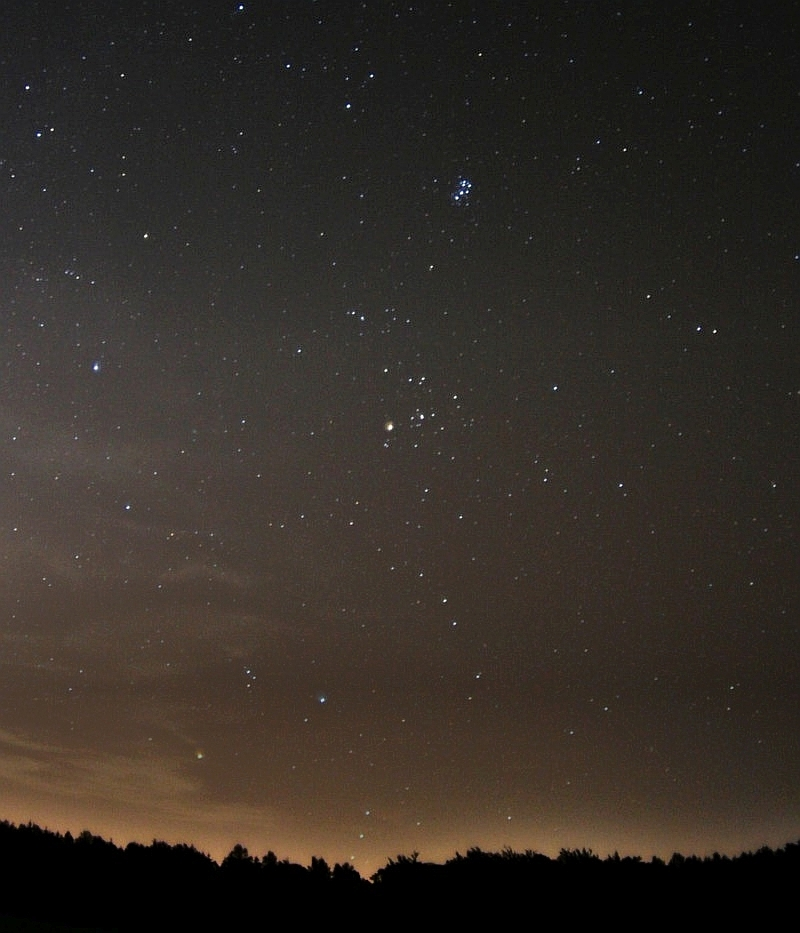
Foto des Sternbildes Stier

Oberhalb des „Hornsterns“ ζ Tauri befindet sich der etwa 6300 Lichtjahre entfernte Krebsnebel oder Krabbennebel, Überrest der Supernovaexplosion im Jahre 1054. Im Teleskop erscheint er als diffuser Nebelfleck. Auf länger belichteten Fotografien werden komplexe Strukturen sichtbar.
Die Plejaden sind ein offener Sternhaufen mit etwa 3000 Sternen in einer Entfernung von 410 Lichtjahren. Es handelt sich um einen relativ jungen Sternhaufen, dessen Alter auf etwa 80 Millionen Jahre geschätzt wird. Die Plejaden sind bereits mit bloßem Auge gut zu erkennen. Je nach Sichtbedingungen sieht man sechs oder neun Sterne. Im Prismenfernglas bieten sie einen prächtigen Anblick. Auf länger belichteten Fotografien wird ein bläulicher Reflexionsnebel sichtbar.
Die Hyaden sind ein offener Sternhaufen in ca. 150 Lichtjahren Entfernung, der mehrere hundert Sterne enthält. Die hellsten Sterne sind V-förmig angeordnet. Die Sterne der Hyaden sind wesentlich weiter entwickelt, als die Mitglieder der Plejaden, einige haben sich bereits in Rote Riesen verwandelt. Das Alter der Hyaden wird auf etwa 900 Millionen Jahre geschätzt.

### Weitere Objekte
Mit Lynds 1544 existiert im Sternbild Stier eine Gas- und Staubwolke, welche viel Wasser und Eis gebunden hat.